# Ислямска държава (форма на управление)
 Тази статия е за формата на управление.  За терористичната групировка, самонарекла се „Ислямска държава“ вижте ИДИЛ.  
Ислямска държава (на арабски: دولة إسلامية) е вид управление, основаващо се на шариат (ислямското право), освобождаването от правосъдие, поддържането на закона и реда. От ранните години на исляма многобройни правителства са основани като „ислямски“.
Терминът „ислямска държава“ обаче приема по-специфично значение от 20 век. Концепцията за съвременната ислямска държава е формулирана и насърчавана от идеолози като аятолах Рухолах Хомейни, Исрар Ахмед или Сайид Кутб. Подобно на по-ранната представа за халифата, съвременната ислямска държава се корени в ислямския закон. Тя се моделира по правилото на Мохамед. Но за разлика от правителствата, ръководени от халиф, които са имперски деспоти или монархии, модерната ислямска държава може да включва модерни политически институции като избори, парламентарно управление, съдебен процес и народен суверенитет.
Днес много мюсюлмански страни включват изцяло или частично ислямския закон в своите правни системи. Някои мюсюлмански държави обявяват, че ислямът е тяхната държавна религия в техните конституции, но не прилагат ислямското право в своите съдилища. Ислямските държави, които не са ислямски монархии, обикновено се наричат ислямски републики.

## История

### Ранни ислямски правителства
Първата ислямска държава е политическата структура, създадена от Мохамед в Медина през 622 г., съгласно Конституцията на Медина. Тя представлява политическото единство на мюсюлманската умма (нация). Впоследствие, тя е преобразувана в халифат от учениците на Мохамед, които са известни като „Халифи“ (632 – 661). Ислямската държава значително се разширява при Умаядския халифат (661 – 750) и Абасидския халифат (750 – 1258).

### Същност на ислямските правителства
Същността или ръководните принципи на ислямското правителство или ислямската държава е концепцията за Ал Шура. Различните духовници имат различни разбирания или мисли по отношение на концепцията Ал Шура. Въпреки това, повечето от тях са на мнение, че ислямската Ал Шура трябва да се състои от:
- Среща или консултация, която следва ученията на исляма.
- Консултация, следваща насоките на Корана и Сунна.
- Между тях да е избран лидер, който да ръководи срещата.
- Дискусията трябва да се основава на мушавара и мудакара.
- На всички членове се предоставя справедлива възможност да изразят мнението си.
- Проблемът трябва да бъде маслала амах или от обществен интерес.
- Гласовете на мнозинството се приемат, при условие че не нарушават ученията на Корана или Сунна.

Самият Мохамед спазва решението на членовете на Шура. Това е илюстрирано в едно от многото исторически събития, като например в битката при Хадак, където Мохамед е изправен пред два избора, т.е. да се бие с нахлуващите немюсюлмански арабски армии извън Медина или да изчака да влязат в града. След консултация със сахаба (съветници), е предложено от Салман ал-Фарси, че би било по-добре мюсюлманите да се бият срещу немюсюлманските араби в Медина, като построят голям канал на северната периферия на Медина, за да предотвратят врага да влезе в града. Тази идея по-късно е подкрепена от по-голямата част от сахаба, след което и Мохамед я одобрява.
Причината, поради която Мохамед се съгласява с решението на шура е, че мнозинството от мнението (от сахаба) е по-добро от решението, взето от един човек.

## Съвременната ислямска държава

### Националистически и антиимпериалистически движения от 20 век
„Самият термин ислямска държава никога не е използван в теорията или практиката на мюсюлманските политически науки преди 20 век“, според пакистанският учен на ислямската история Камарудин Хан.
Съвременната концептуализация на „ислямската държава“ се приписва на Абу Ала Маудуди (1903 – 1979), пакистански мюсюлмански теолог, който основа политическата партия Джамаат-е-Ислами и вдъхновява други ислямски революционери като аятолах Рухолах Хомейни. Първата политическа кариера на Абу Ала Маудуди е силно повлияна от антиколониалната агитация в Индия, особено след бурното премахване на османския халифат през 1924 г., предизвикващо антиевропейски настроения.
Ислямската държава е възприета като „трети път“ между съперническите политически системи на демокрацията и социализма. Маудуди се обявява още през 1941 г. срещу капитализма на свободния пазар и социалистическата държавна намеса в икономиката. Той представя идеалната ислямска държава като съчетаваща демократичните принципи на избирателната политика със социалистическите принципи на загриженост за бедните.

### Ислямски държави днес
Ислямските държави, които не са ислямски монархии, обикновено се наричат ислямски републики като Ислямска република Пакистан, Мавритания, Иран и Афганистан. Пакистан приема тази форма на управление с конституцията от 1956 г. Мавритания я приема на 28 ноември 1958 г., а Иран след революцията от 1979 г., която сваля Династия Пахлави. Афганистан е управляван като ислямска държава (Ислямска държава Афганистан) в посткомунистическата епоха от 1992 г. насам, но де факто от талибаните (Ислямско емирство Афганистан) в райони, контролирани от тях от 1996 г., а след 2001 г. и свалянето на талибаните, страната е известна като Ислямска република Афганистан. Въпреки подобното име, страните силно се различават в своите правителства и закони.
Пан-ислямизмът е форма на религиозен национализъм в рамките на политическия ислям, който се застъпва за обединяването на мюсюлманския свят в една ислямска държава, често описвана като халифат или ума. Най-известната, силна и агресивна съвременна пан-ислямска група, която преследва целта да обедини мюсюлманския свят и да установи световен халифат, е уахабистката/салафистка джихадистка групировка Ислямска държава в Ирак и Леванта.
Либийската междинна конституционна декларация от 3 август 2011 г. обявява, че ислямът е официалната религия на Либия.

### Иран
В началото на Иранската революция от 1979 г. много от най-високопоставените духовници в шиитския ислям се придържат към стандартната доктрина за Имамета, която позволява политическото управление само от Мохамед или някой от неговите истински наследници. Те се противопоставят на създаването на ислямска държава. Съвременните теолози, които някога са част от Иранската революция, също са разочаровани и критични към единството на религията и на държавата в Ислямска република Иран, като се застъпват за секуларизация на държавата, за да запазят чистотата на ислямската вяра.

### Пакистан
Пакистан е създаден като отделна държава за индийските мюсюлмани от Британска Индия през 1947 г. и следва парламентарната форма на демокрация. През 1949 г. първото учредително събрание на Пакистан приема резолюцията за целите, която предвижда официалната роля на исляма като държавна религия, за да се гарантира, че всеки бъдещ закон не бива да нарушава основните учения. Като цяло държавата запазва повечето от законите, които са наследени от британския закон, наложен в Британска Индия от 19 век. През 1956 г. избраният парламент формално приема името Ислямска република Пакистан, обявявайки, че ислямът е официалната религия.